# Mohamed Seddik Benyahia

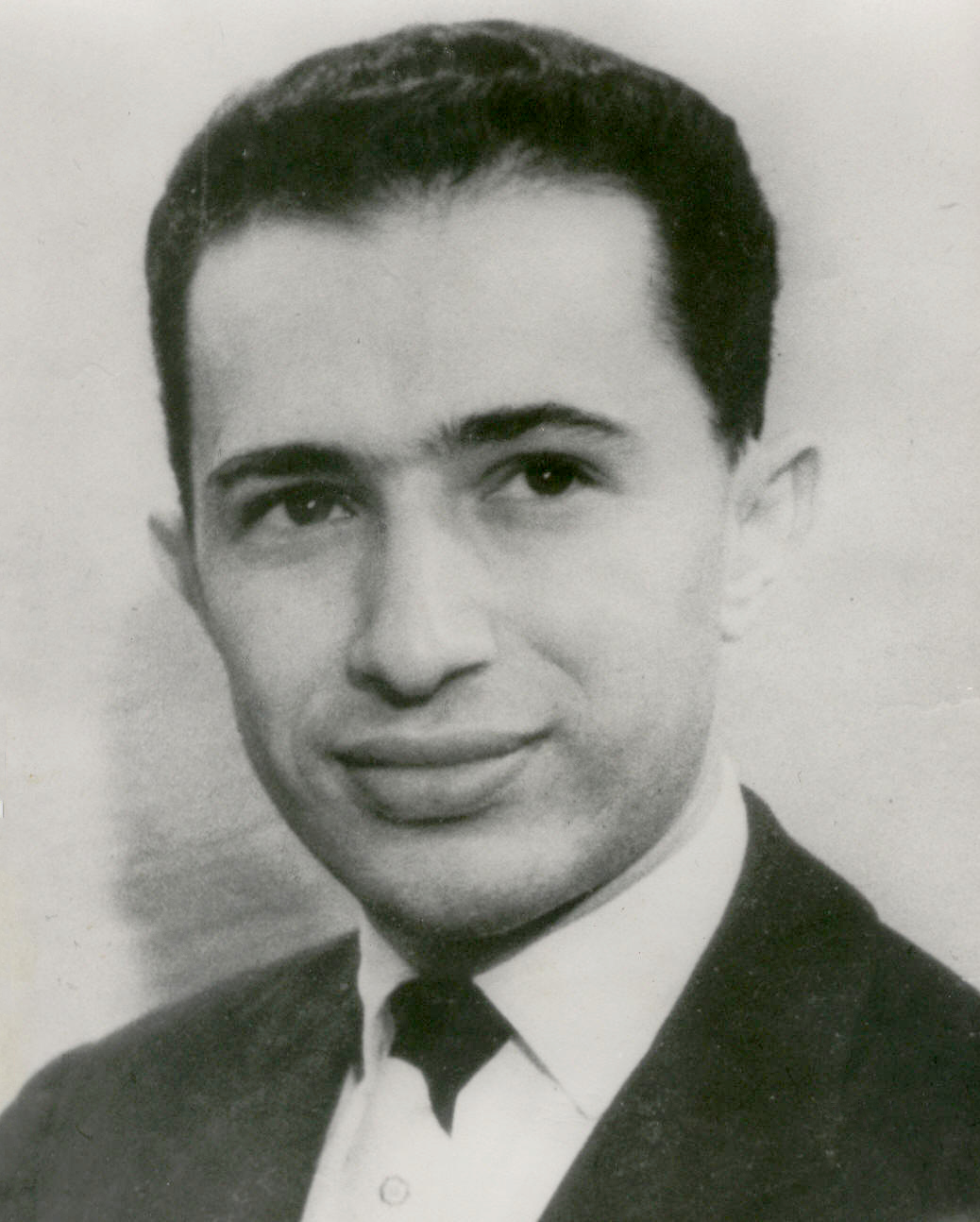
Mohamed Seddik Benyahia

Mohamed Seddik Benyahia (andere Schreibweise: Muhammad Siddiq Bin Yahya) (arabisch محمد الصديق بن يحي)‭ (* 30. Januar 1932 in Jijel, Provinz Jijel; † 3. Mai 1982 an der irakisch-iranischen Grenze bei einem Flugzeugabsturz) war ein algerischer Politiker und zuletzt Außenminister.

## Leben
Nach dem Schulbesuch studierte er an der Universität Algier und wurde dort Präsident der Union der algerischen muslimischen Studenten. Als frühes Mitglied der Front de Libération Nationale (FLN) wurde er 1956 zunächst Repräsentant in Indonesien, ehe er im Verlaufe des Algerienkrieges und der Bestrebungen zur Erreichung der Souveränität Repräsentant der FLN im Vereinigten Königreich wurde.
Später spielte er eine herausragende Rolle als Mitglied der Delegation, die ein Übereinkommen mit Frankreich zur Unabhängigkeit Algeriens mit der Unterzeichnung der Verträge von Évian am 18. März 1962 erzielte. Danach gehörte er zu dem Komitee der FLN, das mit der Charta von Tripolis für die zukünftige sozialistische Politik Algeriens ausarbeitete.
Im Laufe der nächsten Jahre war er zunächst Sondergesandter in der Sowjetunion und anschließend nacheinander Informationsminister (1967 bis 1971), Bildungsminister (1971 bis 1977) und zuletzt Finanzminister (1977 bis 1979) während der Amtszeit von Präsident Houari Boumedienne.
Nach dem Amtsantritt von Präsident Chadli Bendjedid am 9. Februar 1979 wurde er schließlich als Nachfolger von Abd al-Aziz Bouteflika Außenminister und übte dieses Amt bis zu seinem Tod aus. Er spielte schließlich eine maßgebliche Rolle bei den Verhandlungen zur Freilassung der US-amerikanischen Botschaftsmitarbeiter während der Geiselnahme von Teheran nach dem 4. November 1979.